# Sint-Jozefkapel (Kester)

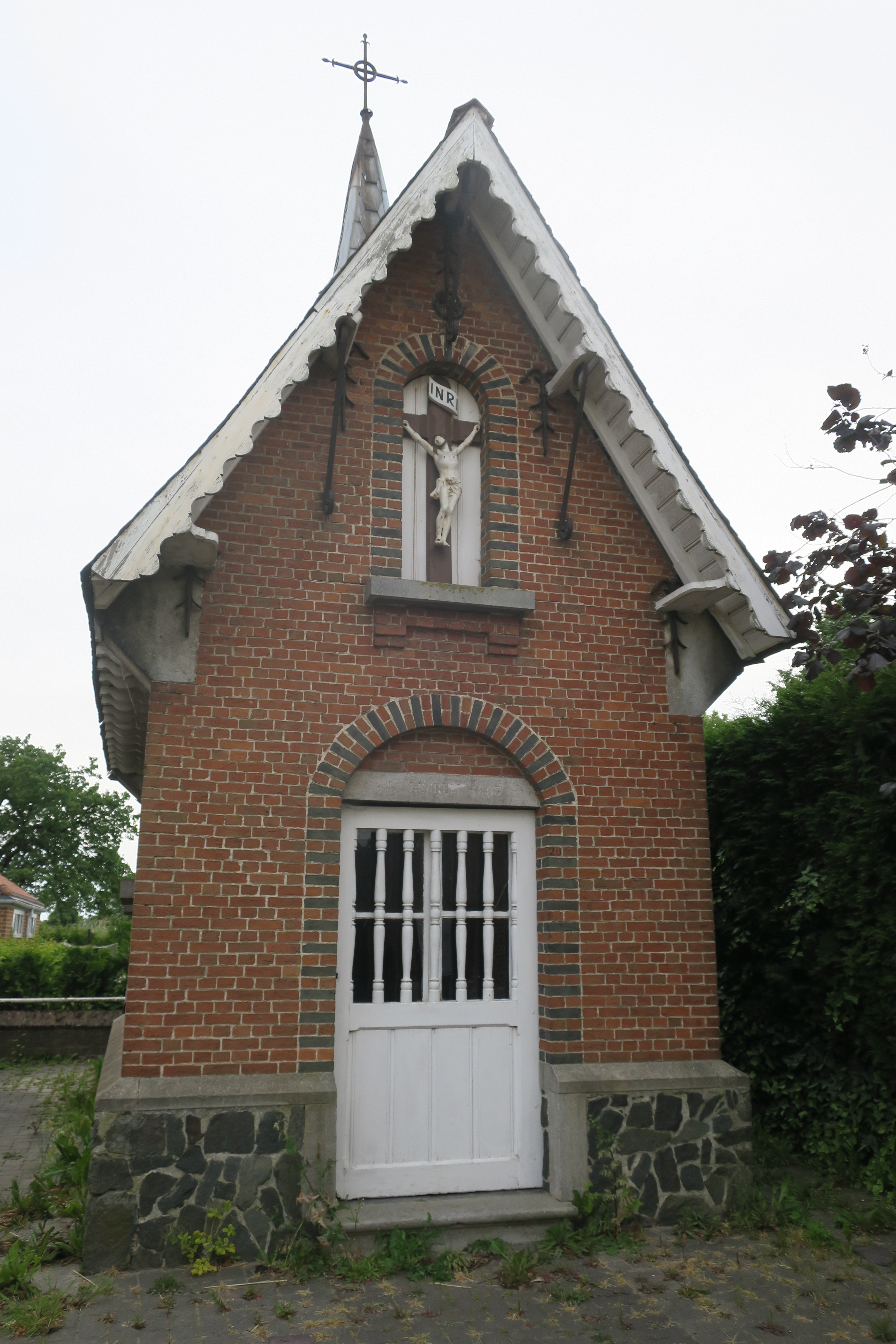
Sint-Jozefkapel (foto: Annie-Mie Havermans)

De Sint-Jozefkapel is een kapel in Kester, een deelgemeente van Pajottegem. Gelegen in het Pajottenland, provincie Vlaams-Brabant. De kapel is gelegen aan het kruispunt van de Kesterweg en de Edingsesteenweg. De kapel is een belangrijke plek voor de paardenprocessie van Kester.

## Historiek

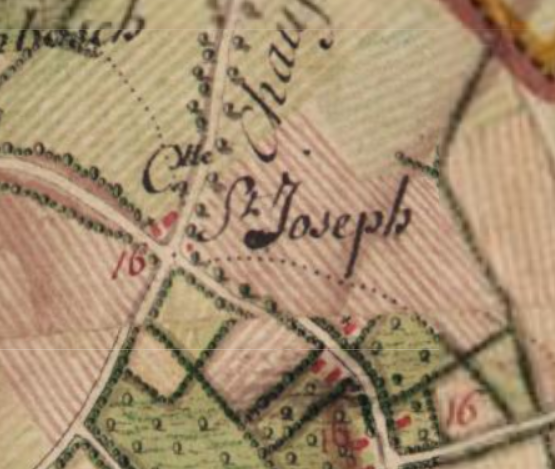
De Sint-Jozefkapel op de Ferrariskaart (1771-1778): de kapel bevindt zich dan aan de overkant van het kruispunt.

De huidige kapel werd gebouw in 1893 in opdracht van J. Decrem (opschrift). Daarvoor stond er een kapel aan de overkant van de huidige Edingsesteenweg, al eeuwenlang een strategisch kruispunt. Zo is de kapel onder andere te herkennen op de Ferrariskaart uit 1771-1778.
De kapel is opgetrokken uit baksteen en bekleed met leien met een klokkentoren. Dit laatste is vrij uitzonderlijk voor kapellen en is sterk bepalend voor het pittoreske uitzicht van de kapel. Qua typologie is de kapel een zogenaamde betreedbare kapel.

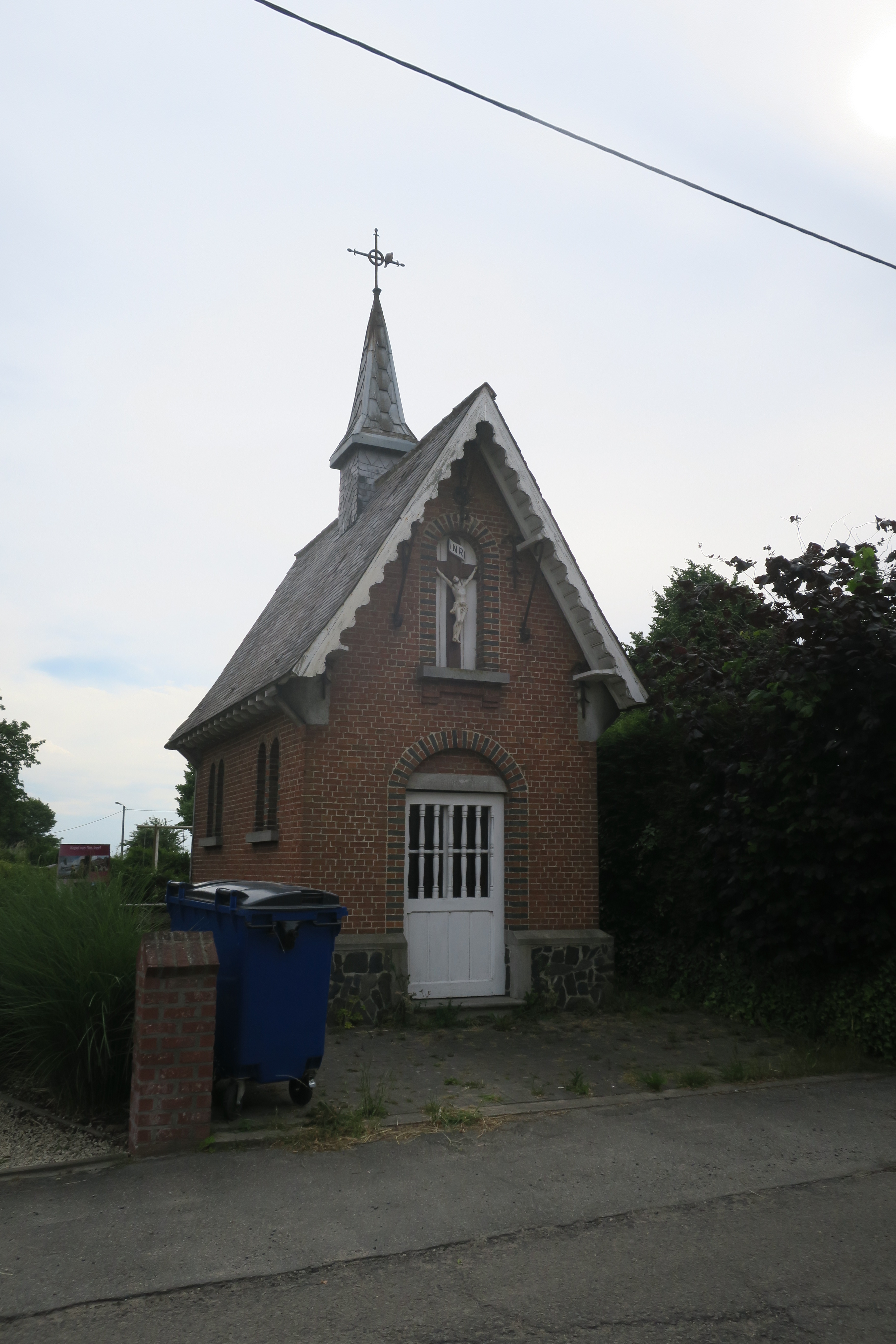
Zicht op de kapel vanaf de Kesterweg (foto: Anne-Mie Havermans)
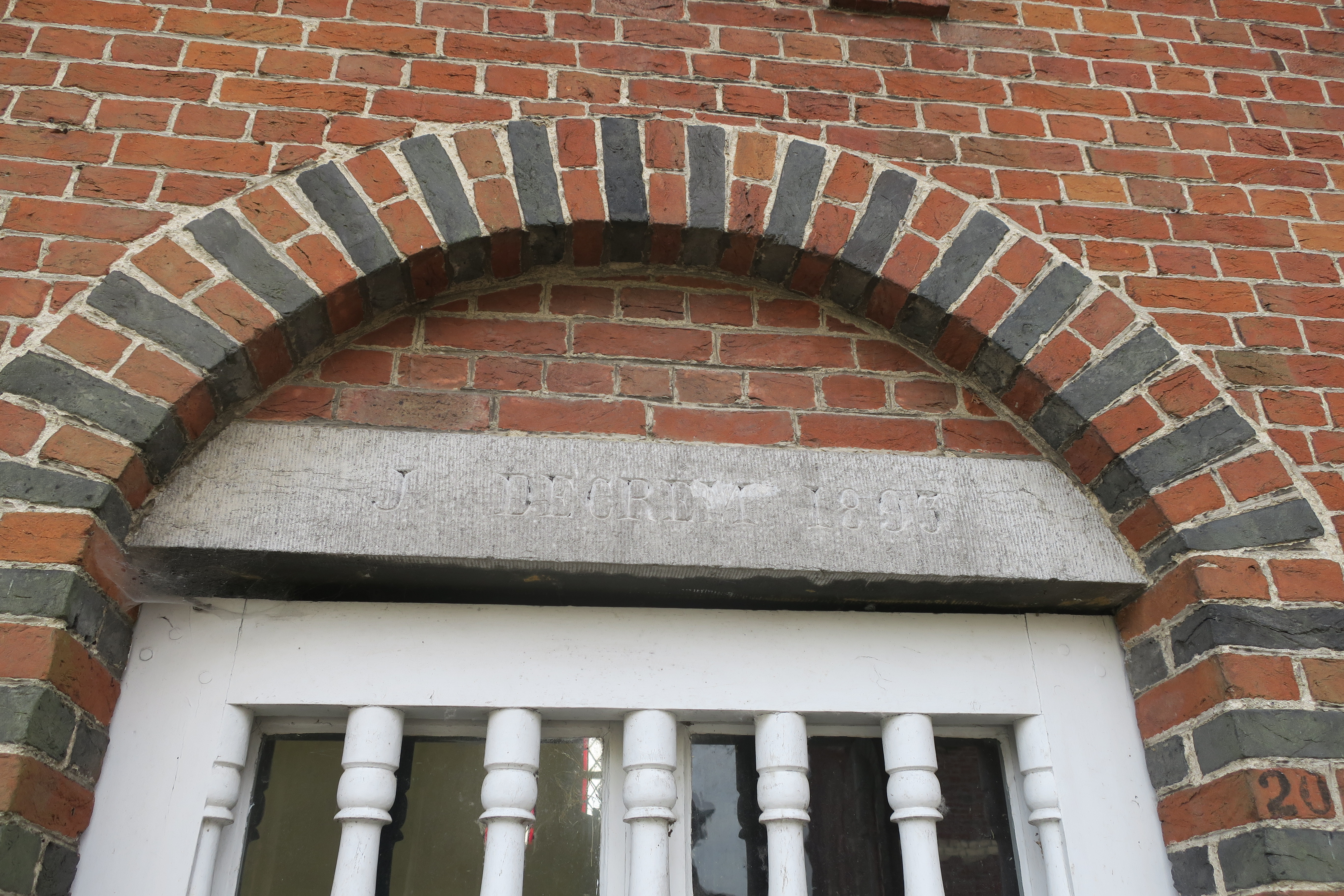
Opschrift (foto: Anne-Mie Havermans)
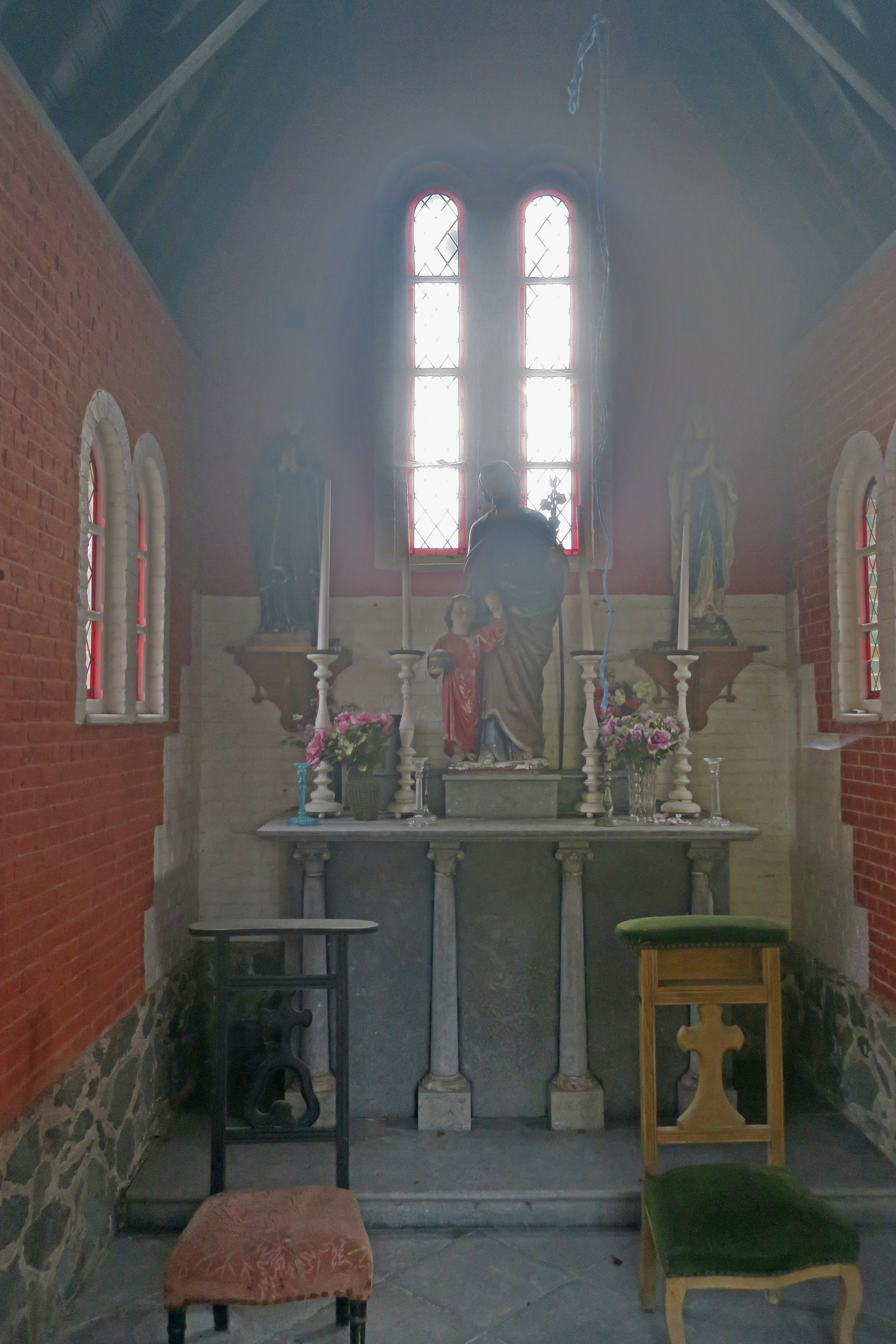
Interieur (foto: Anne-Mie Havermans)

## De heilige Drievuldigheidsprocessie
Deze kapel speelt een belangrijke rol tijdens de Heilige Drievuldigheidsprocessie of in de volksmond gekend als de paardenprocessie van Kester. Deze ommegang vindt jaarlijks plaats op de eerstvolgende zondag na Pinksteren. De processie van Kester loopt via Herfelingen en Oetingen waarna ze terug binnen komt in Kester via de Sint-Jozefkapel. Hier wordt de processie opgewacht door de Heilige Sacramentsprocessie ook wel de kleine processie genoemd. Aan de kapel wordt er een zegen en een kort gebed uitgesproken, gevolgd door een muzikale groet. De processie vervolledigt dan zijn tocht richting de Sint-Martinuskerk waar de ommegang wordt afgesloten.

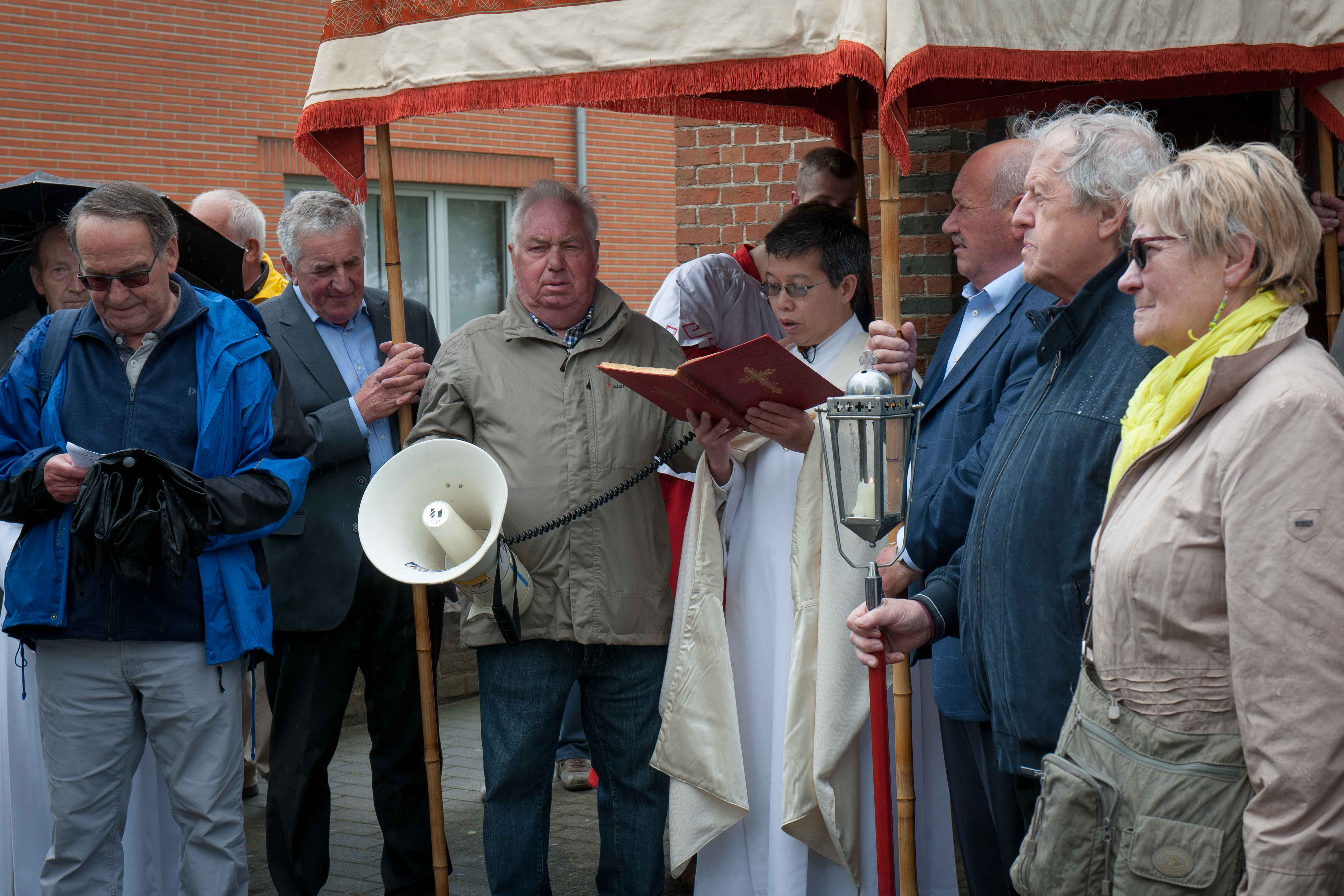
De paardenprocessie aan de kapel (foto: Rudy Boon)
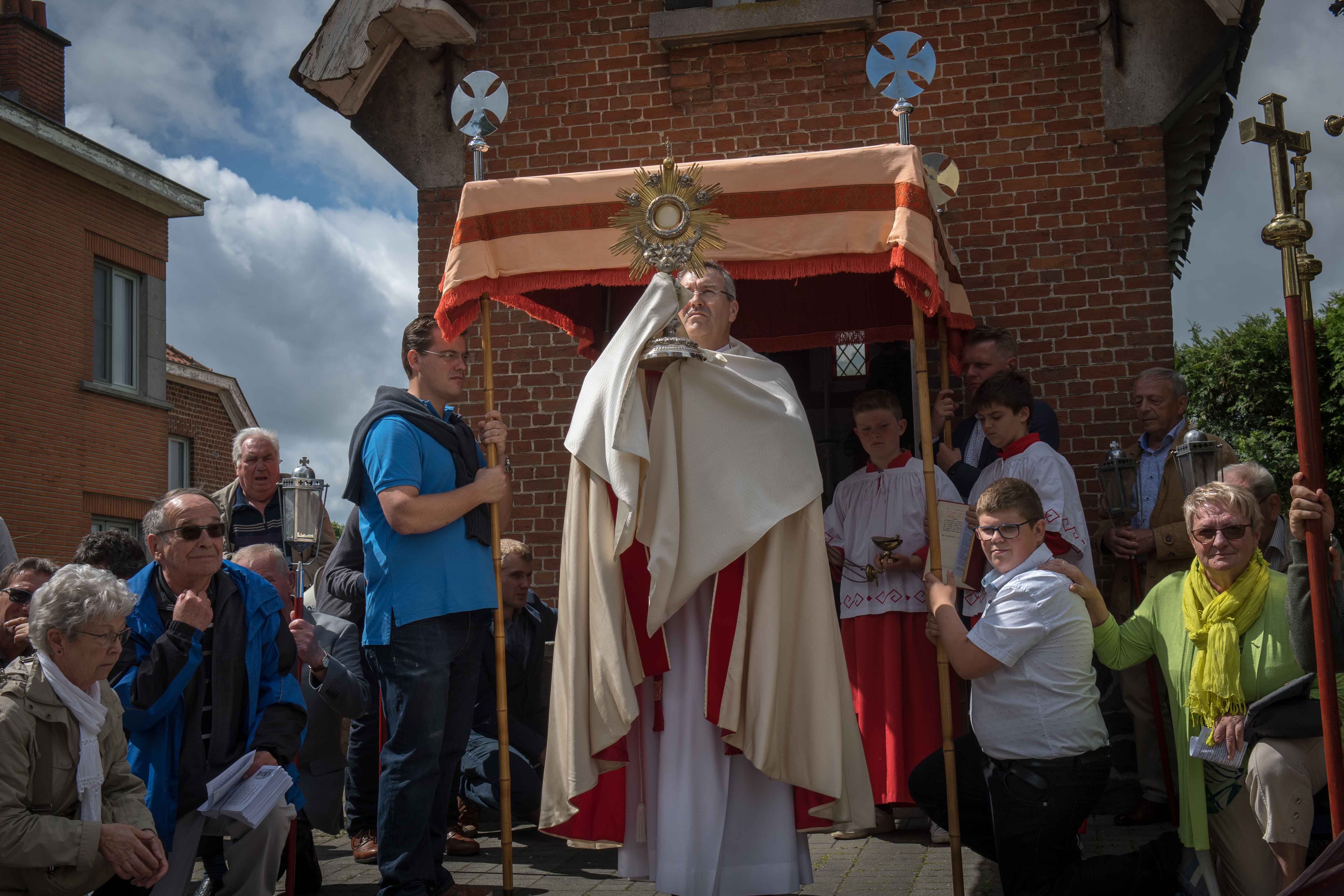
De paardenprocessie aan de kapel (foto: Rudy Boon)
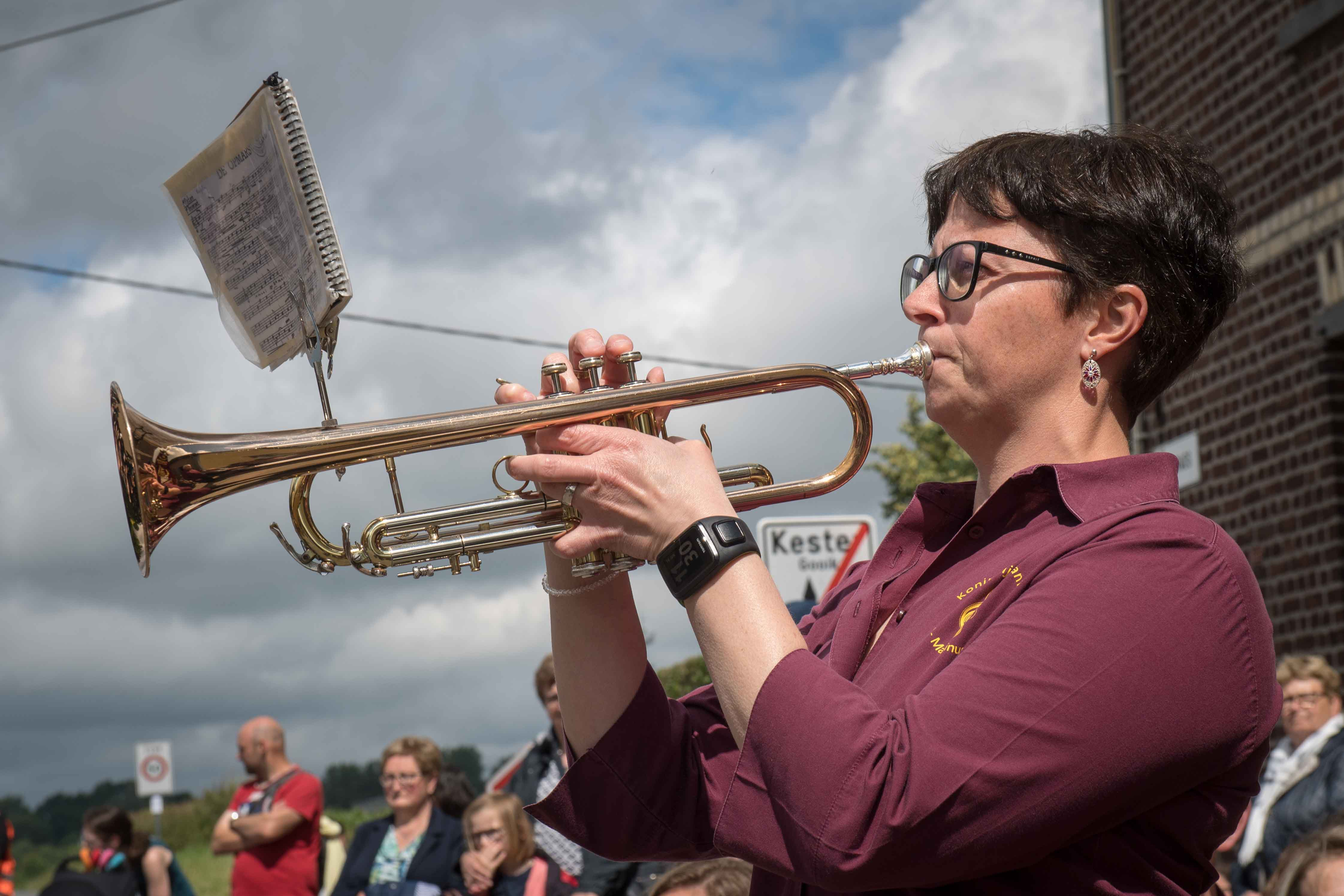
De paardenprocessie aan de kapel: muzikale groet (foto: Rudy Boon)
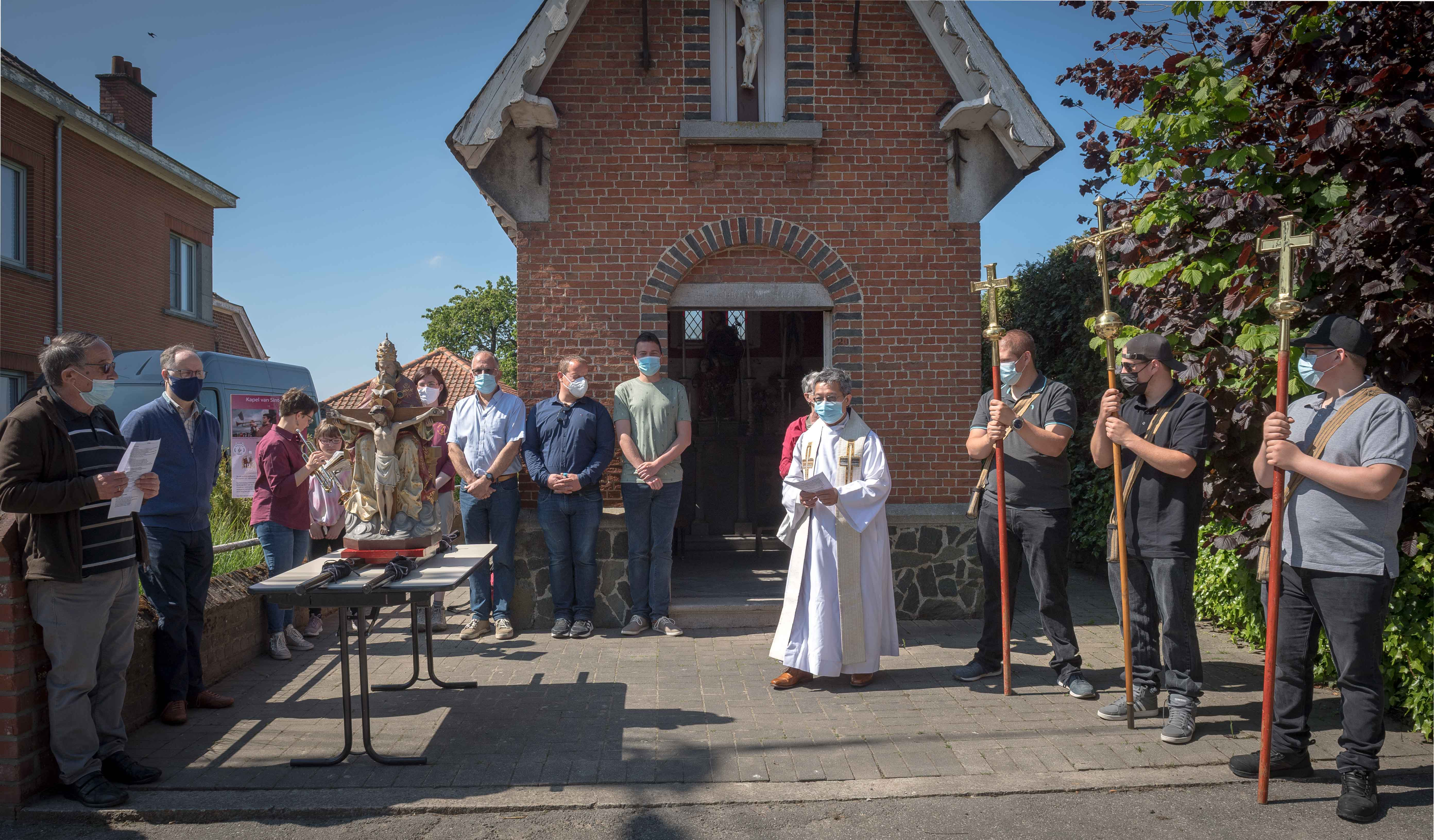
De paardenprocessie aan de kapel tijdens Covid-19 (foto: Rudy Boon)
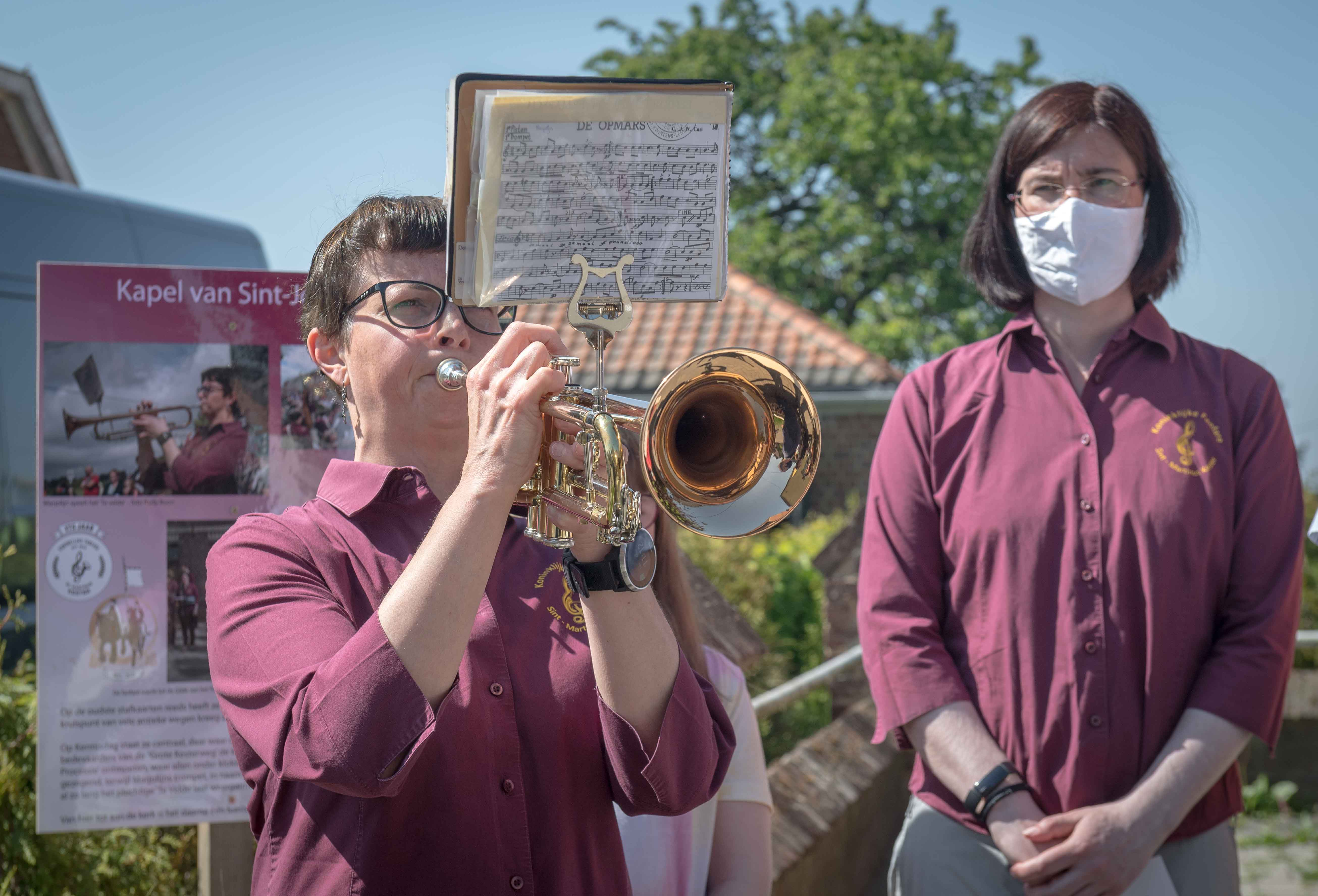
De paardenprocessie aan de kapel tijdens Covid-19 : muzikale groet (foto: Rudy Boon)